# Xu Tiantian
Xu Tiantian (chin. 徐甜甜, geboren 1975 in Fujian, China) ist eine chinesische Architektin, die das Architekturbüro Design and Architecture (DnA) gründete und der es gelang mit kleinen Projekten in der chinesischen Provinz die Aufmerksamkeit der Union Internationale des Architectes (UIA) zu erlangen.

## Leben

### Ausbildung und erste Berufsphase
Xu schloss ihr Architekturstudium an der Tsinghua-Universität in Peking mit dem Bachelor ab. An der Harvard Graduate School of Design in Boston erzielte sie den Master of Architecture im Fach Stadtplanung.

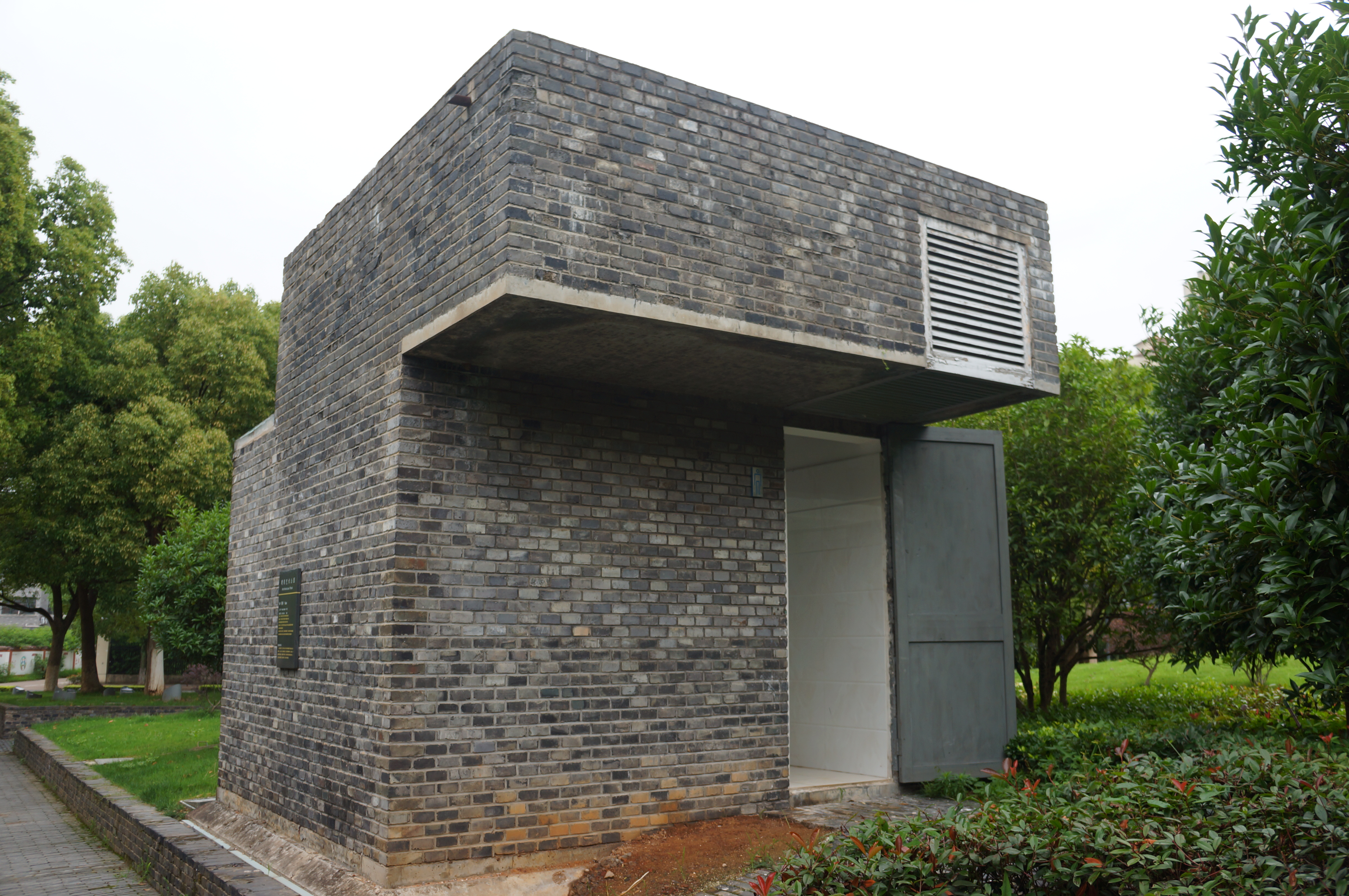
Männertoilette im Jinhua Architecture Park (Projekt von Xu Tiantian und Wang Xingwei)

Nach dem Studium arbeitete sie zunächst in dem Architekturbüro ihrer Bostoner Professoren. Danach zog sie für ein Jahr nach Rotterdam, um für das Office for Metropolitan Architecture (OMA) zu arbeiten. Nach ihrer Rückkehr nach China arbeitete sie zunächst mit Ai Weiwei zusammen im Jinhua Architecture Park.

### Architekturbüro Design and Architecture (DnA)
2004 gründete Xu das Architekturbüro Design and Architecture (DnA) ohne männlichen Partner, wie immer wieder bemerkt wird. Mit ihrem Team realisierte Xu mit der Zeit Museen, Kulturzentren, Sportanlagen, Fabrikanlagen, Theater und Wohngebäude.
Ihr erstes größeres Projekt war ein Neubaugebiet im Künstlerdorf Songzhuang in Peking mit Kulturzentrum, Galerie und Künstlerateliers. Auf einem ehemaligen Lagerplatz schuf sie 20 Künstlerwohnungen mit Atelier, Wohn- und Sanitärräumen auf ein bis zwei Stockwerken. Formal wird mit dem Einsatz von Containerformen die Geschichte des Ortes aufgegriffen. Die verschiedenen Gebäude wurden versetzt angeordnet, so dass ein interessantes Ganzes in kräftiger Farbigkeit entstand.
Seit 2014 engagierte sich Xu mit ihrem Team im ländlichen Raum des Landkreises Songyang mit inzwischen über 20 Projekten. Dafür entwickelte Xu eine Methode, die sie „architektonische Akupunktur“ nennt. Sie möchte die Dorfgemeinschaften dauerhaft beleben und neue Zukunftsperspektiven aufzeigen. Sie beginnt damit, zu identifizieren, was einzigartig und schön ist in einem Dorf und entwickelt neue Elemente, die damit in Beziehung treten können.
Eines der Projekt ist das Songyang Damushan Teahouse. Das ebenerdige Betongebäude liegt inmitten von Teeplantagen und grenzt auf einer Seite an einem Wasserreservoir. Alle Räume haben eine breite Fensterfront zum Wasser hin. Auch zu den Plantagen geben große Fenster den Blick frei auf die umgebende Natur. Das Gebäude beherbergt ein Büro, Räume für Teeverkauf und Teezeremonien, Sanitärräume, ein Kinderzimmer und einen Meditationsraum.
Auch die Brown Sugar Factory wurde in der Provinz Songyang gebaut. Die Dörfer Xing und Zhangxi waren schon immer bekannt für ihre Zuckerproduktion. Der Gebäudekomplex besteht aus vier Teilen: dem Lager für das Zuckerrohr, der Fabrik für die Zuckerproduktion, einem Raum für öffentliche Veranstaltungen und einem Treffpunkt für die Dorfbevölkerung. Es handelt sich um eine leichte Stahlkonstruktion mit Glasfronten. Man kann den Produktionsprozess von außen beobachten.
Im März 2018 stellte Xu ihre Projekte in der Ausstellung "Rural Moves – The Songyang Story" (Ländliche Bewegungen – Die Songyang-Geschichte) im AEDES Architecture Forum in Berlin vor, die auch in Venedig und Wien gezeigt wurde. Zur Ausstellung erschien ein Katalog und kurze Zeit später ein Buch, dass die zukunftsweisenden Positionen und Ergebnisse der jungen chinesischen Architekten darstellt und in Gegensatz setzt zu den singulären Monumentalbauten der arrivierten internationalen Architekturbüros.

„Ich möchte die Architektur nutzen als soziales Mittel für die Herausforderungen, die uns umgeben. Bald beginne ich ein Projekt zum Thema nachhaltige Landwirtschaft auf einer Insel. Es ist schön, ein Puzzleteil eines sozialen Gefüges sein zu können.“

Im Juli 2023 war Xu als Sprecherin auf dem World Congress of Architects der Union Internationale des Architectes (UIA) nach Kopenhagen eingeladen. Zusammen mit Anna Heringer, Reinier de Graaf (OMA), Jeanne Gang und Martha Thorne widmete vertrat sie dort das Thema „Reparaturen – Kreatives Reparieren durch klimafreundliches Bauen oder Design“.

## Auszeichnungen (Auswahl)
- 2006, 2008: WA Award for Chinese Architecture des Magazins World Architecture[9]
- 2008: Young Architects Award der Architectural League New York[10]
- 2009: Design Vanguard Award von Architecture Record
- 2016: Gold Medal beim 14. International Prize for Sustainable Architecture[11]
- 2020: Honorary Fellow des American Institute of Architects (AIA)[12]
- 2018: Teilnahme an der Architekturbiennale Venedig[13]
- 2019: Moira Gemmill Prize for Emerging Architects im Rahmen der Women in Architecture Awards[14]
- 2022: Swiss Architectural Award für drei Projekte: die Renovierung der Shimen-Brücke über den Songyin, die Tofu-Fabrik in Caizhai und die Umnutzung der Steinbrüche von Jinyun zu einem Kulturzentrum[15]
- 2023: Kunstpreis Berlin der Sektion Baukunst der Akademie der Künste in Berlin[16][17]
- 2023: Einladung zum Asia Pacific Architecture Festival[18]
- 2025: Wolf-Preis in der Kategorie Kunst[19]

## Projekte (Auswahl)
Die Projekte sind aufgelistet in der Reihenfolge ihrer Fertigstellung:
- 2009: Songzhuang Artist Residence, Neue Siedlung im Künstlerdorf Songzhuang, Peking[20]
- 2015: Bambo Theatre, Songyang, China[21]
- 2015: Songyang Damushan Teahouse, Songyang[22]
- 2016: Brown Sugar Factory, Zuckerfabrik, Zhangxi Village, Songyang, China[6]
- 2017: Baitasi Hutong Galerie, Peking[23]
- 2017: Shimen-Brücke über den Fluss Songyin, Renovierung, Verbreiterung und Überdachung[24]
- 2018: Pine Parc Pavilion, Songyang[25]
- 2018: Water Conservancy Center, Museum für Wasserschutz, Songyang[26]
- 2018: Tofu-Fabrik in Caizhai[27]
- 2019: Huiming Tea Workshop, Jingniang County, China
- 2019: Reisweinfabrik, Songyang
- 2022: Jinyun Quarries (ehemalige Steinbrüche), Umnutzung mit Kulturzentrum, Bibliothek und Theater, Jinyun, Zhejiang, China[28]

## Veröffentlichungen
- Jinyun quarries: The quarry as stage. From economic exploitation to ecological reuse (Steinbrüche von Jinyun: Der Steinbruch als Bühne. Von der wirtschaftlichen Ausbeutung zur ökologischen Wiederverwendung). Ausstellungskatalog. Aedes, Berlin 2022, ISBN 978-3-943615-74-6 (englisch).